# Methia argentina
Methia argentina là một loài bọ cánh cứng trong họ Cerambycidae.